# 中予地方

中予地方の県内位置図（■:市 / ■:町）

中予地方（ちゅうよちほう）は、愛媛県（旧伊予国）中部の別名。
愛媛県を東予地方、中予地方、南予地方の三つに細分した中の一つで、松山市、伊予市、東温市、上浮穴郡（久万高原町）、伊予郡（砥部町・松前町）にて構成される。明治・大正期には喜多郡（現在の大洲市と内子町）も中予地方に属した。旧小田町（当時は久万高原町と同じ上浮穴郡）は内子町と合併するまでは中予に属していた。内子町と合併する時には既に内子町は南予に属していたため、合併と同時に旧小田町も南予地域になった。

## 概要
50万人強という四国最多の人口を持つ松山市が中心で、他に伊予市、東温市などがあるが、いずれも松山市の衛星都市である。唯一、久万高原町は国道440号三坂峠で地形的に分断されており、厳密には松山都市圏の一部とは言えないが、通勤・通学などの日常的な人の流れや松山への農産物・木材等の物資の供給地として、広義では都市圏の一部とみなされる。この意味では、概ね中予地方と松山都市圏は同一とみなしてもよい。
「一強型」という点では、「群雄割拠型」の東予地方や南予地方とは性格を異にする。
交通網は、中心地である松山を境にして東西軸（国道11号）と南北軸（国道56号）が逆転する。

## 産業
松山市を中心とした第三次産業と、松山市を取り巻く近郊、中山間地の農業などの第一次産業が主要産業である。商業などは東予地方や南予地方からの用務を含めた人の流入によって支えられている面がある。

## 構成自治体
- 中予地方の自治体一覧

| 自治体名   | 郡名     | 面積(km2)   | 人口(人)  | 人口密度 (人/km2) | 備考 |
| ---------- | -------- | ----------- | --------- | ----------------- | ---- |
| 松山市     | -        | 429.35km2   | 497,531人 | 1,159人/km2       |      |
| 伊予市     | -        | 194.43km2   | 33,722人  | 173人/km2         |      |
| 東温市     | -        | 211.30km2   | 33,251人  | 157人/km2         |      |
| 久万高原町 | 上浮穴郡 | 583.69km2   | 6,280人   | 10.8人/km2        |      |
| 砥部町     | 伊予郡   | 101.59km2   | 19,882人  | 196人/km2         |      |
| 松前町     | 伊予郡   | 20.38km2    | 29,182人  | 1,432人/km2       |      |
| 合計       |          | 1,540.74km2 | 619,848人 | 402人/km2         |      |

（データ出典）

※ 愛媛県『愛媛県推計人口及び人口動態』（推計人口、2025年2月1日現在：データ解説参照）。

※ 国土地理院『全国都道府県市区町村別面積調』（データ解説参照）。